# Grey Goose
Grey Goose er en vodka, der bliver produceret i Frankrig. Vodkaen bliver destilleret af Cognac, der er brygget på fransk hvede. I 2004 solgte den tidligere ejer, Sidney Frank, produktionsrettighederne til Bacardi for 2,2 milliarder dollars.

## Grey Goose i litteraturen
Grey Goose er blevet nævnt i flere sangtekster, blandt andet af Nik & Jay i sangen "Endnu en", hvor de synger: "Jeg er tipsy, men ikke fuld, så hæld lidt mere Grey Goose i min Red Bull" og af Kato feat. U$O & Johnson i  sangen "Hey Shortyy", hvor teksten lyder "før jeg står i baren og bestiller en af hver ginger ale og Grey Goose main / det det nye / kalder det for Bruce Wayne". Derudover har T.I, Flo Rida, Young Jeezy og mange andre kunstnere også nævnt netop denne vodka.